# Ребускини (Комо)
Ребускини је насеље у Италији у округу Комо, региону Ломбардија.
Према процени из 2011. у насељу је живело 44 становника. Насеље се налази на надморској висини од 201 м.